# Yu Tao
Yu Tao (15 de outubro de 1981) é um futebolista profissional chinês que atua como meia.

## Carreira
Yu Tao representou a Seleção Chinesa de Futebol na Copa da Ásia de 2011.